# Cistanche ambigua
Cistanche ambigua är en snyltrotsväxtart som först beskrevs av Aleksandr Andrejevitj Bunge, och fick sitt nu gällande namn av Günther von Mannagetta und Lërchenau Beck. Cistanche ambigua ingår i släktet Cistanche och familjen snyltrotsväxter. Inga underarter finns listade i Catalogue of Life.